# メジロブライト
メジロブライト（欧字名:Mejiro Bright、1994年4月19日 - 2004年5月16日）は、日本の競走馬、種牡馬。
1998年のJRA賞最優秀父内国産馬である。同年の天皇賞（春）（GI）を優勝した。父の名に恥じぬ活躍をし、ライアン2世と呼ばれた。
その他の勝ち鞍に、1996年のラジオたんぱ杯3歳ステークス（GIII）、1997年のステイヤーズステークス（GII）、共同通信杯4歳ステークス（GIII）、1998年のアメリカジョッキークラブカップ（GII）、阪神大賞典（GII）、1999年の日経新春杯（GII）がある。
2000年のJRA賞最優秀3歳牡馬のメジロベイリー（父:サンデーサイレンス）の半兄である。また2007年のステイヤーズステークス優勝馬マキハタサイボーグの父として知られる。

## 概要
父メジロライアン、母父マルゼンスキーの牡馬、父内国産馬である。内国産馬、自家生産馬にこだわるオーナーブリーダー、メジロ牧場のもと生まれた。父メジロライアンの大柄な馬体とは異なり、小柄であり、デビューするまで実力も露にならず、期待されていなかった。加えてサンデーサイレンスなどの輸入された種牡馬の仔が主流だった時代にあり、父内国産馬は傍流の立場にあった。メジロライアンの初年度産駒である。同父、同系列馬主、同期には、GI競走を5勝した牝馬メジロドーベルがいる。
定年間近の調教師浅見国一による管理の下、競走馬となり、3歳夏の函館競馬場にて、芝1800メートルの新馬戦に勝利する。その後、持病となるソエが悪化し戦線を離脱するも、復帰戦となる3歳末のラジオたんぱ杯3歳ステークスで優勝し、クラシック戦線に成り上がった。
国一が定年のため、息子の浅見秀一による管理のもと臨んだ4歳クラシックでは、父同様に惜敗を繰り返し、サニーブライアン、マチカネフクキタルに譲って無冠に終わる。同年、ステイヤーズステークスで大差優勝を果たした。1998年初戦のアメリカジョッキークラブカップを制して臨んだ阪神大賞典では、有馬記念優勝の同期シルクジャスティスとの一騎打ちを制して3連勝とした。次いで天皇賞（春）もシルクジャスティスやステイゴールドを下して優勝し、4連勝でGIタイトルを奪取する。メジロ牧場にとっては、メジロマックイーン以来7回目となる天皇賞優勝だった。同年のJRA賞では、最優秀父内国産馬を受賞した。
その後は好走を続け、引退まで入着を逃したのは3回に留まった。ただし、輸入された種牡馬の仔であるサイレンススズカ、セイウンスカイ、スペシャルウィーク。外国産馬のグラスワンダーに1着は阻まれ、GIタイトルを重ねることはできなかった。通算成績25戦8勝、8億円を超える賞金を獲得した。
引退後は、アロースタッドで種牡馬となり、父父アンバーシャダイ、父メジロライアンと同時供用を果たす。しかし4年目にビッグレッドファームに放出され、直後に心臓発作で10歳で急死する。父父、父は連続して内国産種牡馬の筆頭との評価を得ていたが、その系譜は三代で途切れてしまう。産駒には、2007年のステイヤーズステークス（JpnII）を優勝したマキハタサイボーグ（母父:ノーザンアンサー）がいる。
半兄には、中央競馬と高崎競馬に所属し、1996年武蔵野ステークス2着、1993年、95年のウインターステークスでそれぞれ2着、3着。1998年から2000年にかけて高崎大賞典を2着、3着、3着となったメジロモネ（父:モガミ）。また半弟には、2000年のJRA賞最優秀3歳牡馬、同年の朝日杯3歳ステークスを優勝したメジロベイリー（父:サンデーサイレンス）がいる。

## デビューまで

### 誕生までの経緯

#### レールデュタン
レールデュタンは、1982年に北海道新冠町の錦岡牧場で生産された父マルゼンスキー、母ケイツナミの牝馬である。父マルゼンスキーは1974年に生産され、1976年の朝日杯3歳ステークスを大差で優勝。持込馬のためにクラシック参戦が叶わなかったが、8戦8勝の成績を残した。母ケイツナミは、マルゼンスキーと同じ1974年産である。1977年の毎日杯では、牝馬ながら、後にマルゼンスキーの出走できなかった皐月賞を優勝するハードバージに次ぐ2着となっていた。その他、同年桜花賞ではインターグロリアに後れを取る4着、翌1978年金杯（西）ではリニアクインに後れを取る3着となるなど、18戦2勝の成績を残していた。母系は、アメリカから1920年代に社台牧場が導入したソネラに始まるソネラ系に分類される。
レールデュタンは、京都馬主会に属していた馬主内田恵司が所有する。栗東トレーニングセンターの浅見国一厩舎から競走馬としてデビューした。中京競馬場芝2000メートルのぶっぽうそう特別（400万円以下）、テレビ愛知賞（1400万円以下）を勝利、1986年の京都牝馬特別（GIII）では5着となるなど22戦4勝の成績を残した。国一は「乗り味の良い馬だから、繁殖に残したい」と考え、内田を説得して北海道洞爺湖村のメジロ牧場にて繁殖牝馬としていた。内田から見れば「輿入れ」（井口民樹）する形となっていた。

#### メジロ牧場とメジロライアン
メジロ牧場は、1967年に北野豊吉が開いたサラブレッド生産牧場である。豊吉は牧場黎明期の日本が円安の頃に、外国のサラブレッドへの大量投資を敢行していた。世界の良血を日本に導入しては、牧場で内国産馬を産み出し続けていた。大量投資をした際に導入したシェリルの牝系からは、メジロライアン、メジロマックイーンが誕生している。この2頭にメジロパーマーを加えた3頭で、1991年から1993年の宝塚記念を3連覇を果たしていた。豊吉の理念から、自家生産の内国産馬にこだわり、独立採算制のもと「世界でもまれな」（吉沢譲治）黒字経営のオーナーブリーダーだったが、その宝塚記念3連覇以降、重賞優勝馬が現れず、不振に陥っていた。その間にメジロ牧場以外の輸入種牡馬である、サンデーサイレンスやトニービン、ブライアンズタイムなどの仔の活躍が顕著になり、また外国産馬に門戸が開かれつつある状況だった。
メジロ牧場に入ったレールデュタンは、1987年から繁殖牝馬となった。初年度はメジロティターン、2年目はマッチレススピード、3年目はモガミ、4年目は休み、5年目はパドスール、6年目はノーリユートと交配していた。このうち3年目のモガミの仔、メジロモネは、ウインターステークスで2着と3着。後に、武蔵野ステークスで2着。メジロ牧場は、中央競馬である程度出世した馬の地方競馬転出は認めていなかったが、特例で高崎競馬に移籍。高崎大賞典で3年連続3着以内を記録するなどの活躍を見せていた。しかし、その他の仔は、骨折や脚部不安でおしなべて不出走だった。そして7年目となる1993年、メジロ牧場生産馬のメジロライアンと交配する。
メジロライアンは、1991年の宝塚記念優勝馬である。父は1977年に北海道早来町の社台ファーム早来で生産されたアンバーシャダイであり、父内国産馬だった。引退後は種牡馬となるが「内国産二代目は成功しない」というジンクスにより、生産者からの人気がなかった。バブル崩壊も重なり、何とか結成したシンジケートも価格は安かった。また吉沢譲治によれば、参加する牧場も、有名牧場は「お付き合い程度」の立場、他も「地味」な面々だったという。ゆえに良血の繁殖牝馬との交配は実現していなかった。それでも供用初年度となる1993年は、63頭の繁殖牝馬を集める。メジロ牧場も自らの繁殖牝馬5頭をメジロライアンを割り当てており、レールデュタンはその中の1頭だった。
出産予定日より6日遅れた1994年4月19日、北海道伊達市のメジロ牧場にて、レールデュタンの6番仔である鹿毛の牡馬（後のメジロブライト）が生産される。メジロ牧場の繁殖牝馬のうち、メジロライアンを受胎したのは5頭であったが、うち2頭は受胎した後、出産を待たずに死亡している。残る3頭は、この6番仔と、後にメジロブルテリア、メジロドーベルと命名される2頭の牝馬だった。内国産馬メジロライアンの仔のため、父内国産馬「マル父」に分類される。

### 幼駒時代

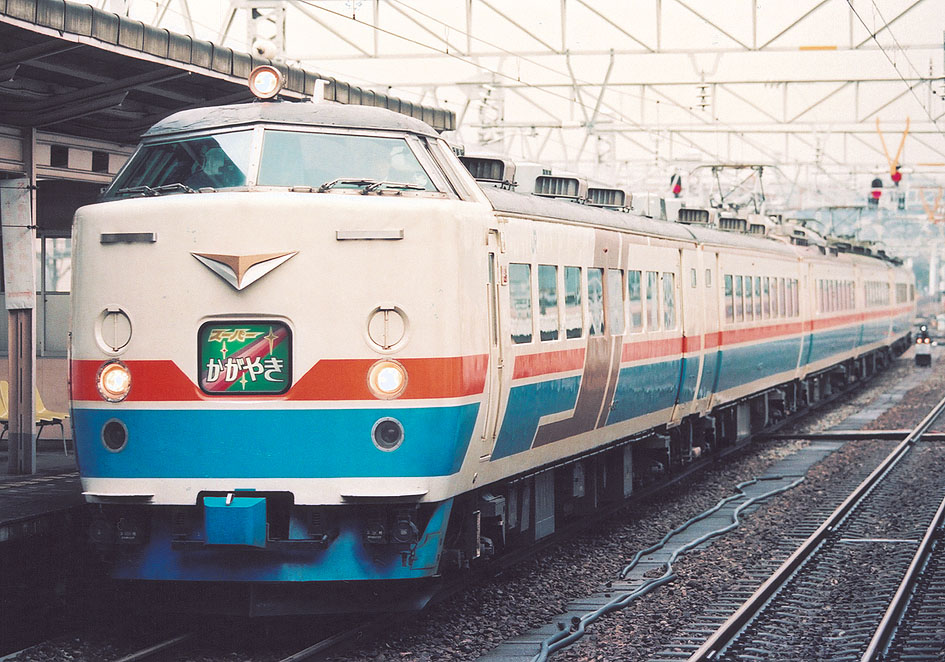
「ブライト」の由来となった在来線特急「かがやき」

この6番仔には、冠名「メジロ」に、かつて信越本線長岡駅と北陸本線金沢駅を結んでいた在来線特急「かがやき」にちなんだ「ブライト」を組み合わせた「メジロブライト」という競走馬名が与えられる。誕生直後のメジロブライトは、平均体重が55キログラムのところ、49キログラムしかなかった。父メジロライアンは骨太で大型の馬だったが、メジロブライトは脚が細長く、小型な馬であった。牧場で評価されたのは、元気の良さだけだったという。母同様に国一厩舎の管理馬となる。国一は、小柄に生まれたのは、母レールデュタンを受け継いだと考えていた。
メジロ牧場は、不振を脱却するために、環境整備など様々な改革に取り組んでいた。例えばこれまで放牧地の草は、栄養価の高い、化学肥料入りのものを使っていた。しかし繁殖牝馬が肥えすぎてしまい、仔も肥えて脚元の故障に直結した。そのため、他の草へ変更していた。その他、ウォーキングマシンや調教用の直線坂路を200メートル延長させるなど施設面の充実も図っていた。メジロブライトは、そのような改革実行後に育成される最初の世代だった。
新設されたばかりの馬場で育成されたメジロブライトだったが、複数頭で一斉に走っても1頭だけ置いてけぼりにされる能力の持ち主だった。メジロ牧場の担当獣医である田中秀俊は「この馬はこの先どうなるのかと案じて」いたという。3歳となった1996年7月、函館競馬場に入厩する。調教では、ソエを患っていたことから、満足に走れなかった。ゆえに、併せ馬を行っても、後れを取るばかりだった。加えて、ゲートも下手だった。
周りからの評価、何より国一の評価も低く、誰にも期待されないまま、8月31日の函館競馬場の新馬戦（芝1800メートル）へ出走登録を行う。相手は強力な面々が揃い、評判の外国産馬であるパームシャドウなどがいた。国一の息子・浅見秀一によれば相手は「高馬ばかり揃っていた」という。それらにぶつけたのは、決して勝とうとは思ったわけではなかった。あくまで「少頭数の1800メートル戦」なら楽に追走できるだろうと考えただけだった。担当調教助手の山吉一弘も、後に「負かしてやろう、なんて野心は全然なかった」と回顧している。直前の最終追い切りも併せ馬で大きく遅れ、能力を見せないままにデビューとなる。

## 競走馬時代

### 3歳（1996年）

#### 新馬 - 重賞2着
8月31日、函館競馬場の新馬戦にて千田輝彦が騎乗しデビューを果たす。ただ最低の6番人気、単勝オッズは58.9倍だった。他5頭のオッズは1.2倍から13.5倍の間に収まっており、大きく飛躍して50倍台のメジロブライトは、ずば抜けて期待されていなかった。
| 人気 | 馬名                   | オッズ |
| ---- | ---------------------- | ------ |
| 1    | (外)パームシャドウ     | 01.2   |
| 2    | アポテオーズ           | 06.2   |
| 3    | (父)(市)ロイヤルマッハ | 10.0   |
| 4    | ヤマノオリオン         | 12.6   |
| 5    | ライジングアロー       | 13.5   |
| 6    | (父)メジロブライト     | 58.9   |

スタートで出遅れたメジロブライトは最後方、先頭が前半の1000メートルを1分12秒で通過する前方有利の「超スローペース」（井口民樹）を追走した。最後方のまま直線に向き、大外から追い上げを開始し、他を続々と差し切った。遂には、先に抜け出していた1番人気パームシャドウまでもかわし、半馬身差をつけて先頭で入線。デビュー戦勝利を果たす。
ただし走破タイムは2分1秒6であり、芝2000メートルの決着タイムに相当するほど遅かった。この直後、栗東にて国一は、調教師の伊藤修司と雑談をしている。伊藤は、定年による厩舎解散を控える国一に対し「何かいい馬を回してくれよ」と冗談まじりに話していた。そこで国一は、新馬戦を勝った直後のメジロブライトはどうかと提案していたが、伊藤はすぐに「あれだけは要らん。千八を2分で走るような馬なんて」と拒まれたという。また山吉は、デビュー3日前に、ハギノカムイオーなどの厩務員だった父・山吉弘を亡くしていた。そのため、この勝利を「父が勝たせてくれた」などと神頼みで得たとしか考えることができなかったという。
続いて9月22日、同じ舞台のすずらん賞（OP）に横山賀一に乗り替わって参戦する。再びスタートで出遅れて最後方を追走し、同様に追い込んだが、スプリングダイアナだけかわせず2着。しかしながら新馬戦よりも10.1秒速い1分51秒5で走破していた。その後は本州、栗東に入り、10月19日のデイリー杯3歳ステークス（GII）に臨み、松永幹夫と新コンビを結成した。これよりしばらくは、鞍上が松永で固定される。秀一厩舎のマチカネエデンが3番人気に支持される一方、距離400メートル短縮の重賞初挑戦、父国一厩舎のこちらは7番人気という支持だった。脛の前面に痛みを抱えながらの出走だった。メジロブライトはまたまたスタートで出遅れて最後方を追走する。直線でスパートを開始したが、2番手から抜け出して独走した1番人気シーキングザパールには5馬身も敵わなかった。それでも、他すべてを差し切ることには成功する。シーキングザパールがビワハヤヒデのコースレコードを0.4秒更新するタイムで優勝する中、メジロブライトはその2着を確保していた。
しかしこの後は、かねてから不安のあったソエが骨折寸前まで悪化。慎重に2度レントゲン検査するほどの重傷で休養となる。以後、約2カ月間戦線を離脱した。ただし国一は、この2着でようやくメジロブライトの実力が本物だと認識するようになっていた。函館までは「半信半疑というか、デイリー杯までこれたんだからこれでいいか」と考えていたが、重賞2着を見て「これならどの馬がきたって大丈夫だ」と認識を改めたと述べている。

#### 重賞初優勝
復帰戦となる12月21日、ラジオたんぱ杯3歳ステークス（GIII）で再び重賞挑戦となる。この前々週の阪神3歳牝馬ステークス（GI）にて、同じメジロライアン産駒のメジロドーベルが、毎年のように外国産馬とサンデーサイレンス産駒が活躍する傾向を跳ね除け、不振だったメジロ牧場に久々のタイトルをもたらしていた。また他のメジロライアン初年度産駒も順調に勝ち上がっており、注目の的となっていた。そんな中、メジロブライトにも同様の期待がかけられ、15頭中2番人気に支持される。1番人気は、新馬戦から2連勝中の和田竜二騎乗テイエムトップダンであり、3番人気は松永と新馬戦を勝利し、武豊に乗り替わったブレーブテンダーだった。以上の3頭がオッズ3.6から4.3倍の間に収まっていた。
メジロブライトは、上手にスタートを切ったが、結局位置を下げて後方を追走する。第3コーナーから最終コーナーにかけて位置を上げ、直線に入って間もなくスパート。末脚で抜け出すことに成功し、ブレーブテンダー他を突き放した。後方に2馬身差をつけて先頭で入線、重賞初勝利となる。またこの勝利は、メジロ牧場の重賞100勝目でもあった。メジロ牧場は、20日前のメジロドーベルの重賞勝利でも3年ぶり、6世代ぶりだった。これによりクラシックに、牡馬と牝馬それぞれの路線に有力馬を、それもメジロライアン産駒を送り込むことになった。
この年のJRA賞では、全183票中1票を獲得し、最優秀3歳牡馬の次点タイとなっている。

### 4歳（1997年）

#### レコードタイでの共同通信杯優勝
前年末の勝利によりクラシック戦線の中心に躍り出て、この年の目標は当然クラシックだった。しかし浅見国一は、その直前の2月末が定年であり、共に挑むのは不可能だった。そこで国一は、本来休養させるべきメジロブライトに無理を強いて、定年直前の適鞍である共同通信杯4歳ステークス（GIII）に参戦させる。東京競馬場への遠征は、レース当日に行っていた。国一は、メジロマックイーンが1位入線18着降着となった1991年天皇賞（秋）以来東京競馬場を拒み続けていたメジロの総帥北野ミヤを競馬場に誘い、観戦させている。若駒ステークス優勝馬エリモダンディー、札幌3歳ステークス優勝馬セイリューオーが立ちはだかる13頭立てだったが、メジロブライトは、単勝オッズは1.6倍の1番人気に推されていた。大外枠からスタート、いつも通り最後方を追走する。大外に持ち出してから直線でスパートし、すべて差し切った。セイリューオーなどに4分の3馬身差をつけて重賞連勝を果たす。走破タイム1分47秒5は、1994年の優勝馬、後にクラシック三冠馬となるナリタブライアンに並び立つ、レースレコードタイだった。国一は「直線の"伸び脚"が1頭違っていた（中略）今日の走りからは東京コースはあっていそうなので、ダービーではファンの人と一緒に応援しようと思っています」と述べている。
2月末、国一の定年に伴って厩舎が解散。メジロブライトは、国一の息子で調教師の浅見秀一に転厩する。ただし、国一厩舎で担当調教助手をしていた山吉一弘も同様に秀一厩舎に移籍してコンビ継続、国一厩舎の馬房が空きその馬房を秀一厩舎が吸収したため、メジロブライトの入る馬房も継続となり、調教師以外の変化はなかった。それに加えて国一は、調教師を引退したものの、メジロブライトへの関与を継続していく。

#### クラシックの惜敗
転厩初戦は3月16日、皐月賞のトライアル競走であるスプリングステークス（GII）だった。初体験の稍重馬場ながら1.4倍の1番人気に支持される。例によって最後方追走からのスパートするが、稍重馬場で末脚が活きなかった。先行策から先に抜け出したビッグサンデーだけを捕まえることができず、4分の3馬身差の2着に敗退する。それから4月13日にはクラシック第一弾の皐月賞に臨む。武豊騎乗の弥生賞優勝馬ランニングゲイルや、3戦2勝毎日杯2着のヒダカブライアンを押しのけ、2.9倍の1番人気に推されていた。サニーブライアンが先導する中、メジロブライトは通常通り最後方待機となる。直線では大外から追い上げたが、11番人気サニーブライアン、10番人気シルクライトニング、12番人気フジヤマビザンといった伏兵をかわすことができず、4着に敗退する。
続いて6月1日、第二弾の東京優駿（日本ダービー）に臨む。直線の短い中山では、サニーブライアンの逃げ切りを許したが、長い東京では後方追い込み勢に分があると考えられており、メジロブライトは人気を集めて、2.4倍の1番人気に支持される。皐月賞6着ランニングゲイル、若草ステークスと京都4歳特別を連勝中のシルクジャスティスという追い込み脚質がそれに続いていた。一方、逃げ切ったサニーブライアンは、前哨戦優勝馬のトキオエクセレントやサイレンススズカよりも支持されない6番人気だった。再びサニーブライアンが先導。メジロブライト同じく後方待機となり、大外から進出。直線で追い込んだが、再びサニーブライアンに逃げ切りを許した。シルクジャスティスすらかわすことができず3着に敗れる。
夏休みは、低いバーを飛ぶといった簡素な障害練習をしている。そして秋は、第3弾の菊花賞を目標とした。まず10月12日のトライアル競走の京都新聞杯で始動し、神戸新聞杯優勝馬マチカネフクキタルに次ぐ2番人気だった。春と同じ作戦でいつものように大外から追い込んだが、内を使ったマチカネフクキタルに叶わず3着となる。続く11月2日の菊花賞では、古馬相手の京都大賞典を勝利したダービー2着のシルクジャスティスに次ぐ2番人気に支持される。前走敗れたマチカネフクキタルを上回る人気を得ていた。同じように出遅れ、後方追走、大外追い上げとなるが、今回は仕掛けのタイミングを早めて、第3コーナーから進出。最終コーナーで既に先頭を狙えるポジションを確保する積極策に出たが、直線で末脚が利かなかった。抜け出したマチカネフクキタルに抵抗することができず、3着に敗れる。クラシックは、父同様に、人気を集めながら惜しい全敗、無冠に終わる。（詳細は#父仔を参照。）

#### ステイヤーズステークス大差勝ち
続いて11月29日、この年からGIIに昇格し、別定戦に改められたステイヤーズステークスに出走する。秀一はこの理由を、メジロブライトはGIII優勝馬に過ぎないため、斤量が軽く済んだことと、有馬記念をメジロドーベルが出走する関係もあって自粛したことだと回顧している。初の古馬との対決となったが、900万円以下を勝利したばかりのアドマイヤラピス、前年優勝馬のサージュウェルズが立ちはだかった。しかし特に注目を集めたのは、菊花賞4着から臨むトキオエクセレントとの4歳馬同士の対決だった。人気はメジロブライトが勝り1.6倍、トキオエクセレントが3.6倍だった。これまで騎乗し続けた松永が、阪神競馬場で行われるワールドスーパージョッキーズシリーズに参加したため騎乗不能となり、秀一の采配で河内洋が代打騎乗となる。再び後方を追走。2周目の第3コーナーから外に進路を得て進出し、先頭に並びかけながら最終コーナーを通過した。直線では促されないままに先頭に立ち、直線半ばでスパート。すると後続を突き放す一方となって独走となった。後方との差を「およそ11馬身」（井口民樹）、大差で先頭で入線を果たす。重賞3勝目を挙げた。この頃の秀一は、まだ有馬記念出走の可能性を完全に捨てきれていなかったが、大差勝ちというパフォーマンスを見て、翌年の天皇賞（春）を目指すことを明確にする。

### 5歳（1998年）

#### 重賞連勝
1月25日、アメリカジョッキークラブカップ（GII）で始動する。陣営は、クラシックを共に戦った松永を更迭し、代打河内の主戦起用を決断する。以後、河内が引退直前まで騎乗を続けることになった。相手には、GI優勝馬のイシノサンデーがいたものの不調の真っただ中、他はGII複数勝のローゼンカバリー、1600万円以下のキラージョーであり、秀一は「一線級ではない」面々だと認識していた。1.6倍の1番人気に推されての出走となる。再び最後方、スローペースを追走し、最終コーナーで大外から追い上げた。直線ではすべて差し切り独走状態、後方に2馬身半差をつけて先頭で入線。重賞連勝を果たす。
続いて3月22日、前哨戦の阪神大賞典（GII）に臨む。ここでは同期のシルクジャスティスとの対決が注目された。シルクジャスティスは、ダービー2着、菊花賞5着でクラシックは無冠だったものの、古馬相手の京都大賞典優勝、ジャパンカップ5着、そしてメジロブライトが回避した有馬記念を優勝、この年の始動戦として臨んでいた。2頭は3度目の対決だったが、古馬相手に地力を証明してからの対決は初めてであり、菊花賞からの成長度合いを測ることができる格好の舞台となっていた。ただし別定戦のため、GII優勝馬のメジロブライトは、斤量がGI優勝馬のシルクジャスティスよりも1キログラム軽かった。人気は2頭に集中したが、メジロブライトが勝り1.4倍の1番人気、シルクジャスティスが2.5倍の2番人気だった。
スタートからメジロブライトは後方待機、スローペースを追走する。シルクジャスティスは、メジロブライトの傍らで張り付いていたが、ペースが遅いことを察して、一転好位までポジションを上げていた。かくしてメジロブライトは、シルクジャスティスを視野に入れながらの追走となる。スローペースが続いたまま2周目の第3コーナーに達し、シルクジャスティスが早めにスパートして進出を開始、直線に入ってまもなく先頭を奪取し独走していた。一方のメジロブライトは、その外から遅れてスパートして追い上げていた。ほどなくして早めに仕掛けられたシルクジャスティスを捕まえ、並び立つことに成功する。ただしシルクジャスティスの抵抗が激しいために差し切るまでには至らず、競り合いとなった。この間に他すべてを置き去りにしており、一騎打ち状態だった。2頭の一騎打ちは優劣がつかないまま決勝線を通過するが、メジロブライトがハナ差だけ差し切っていた。重賞3連勝となる。

#### 天皇賞（春）優勝
5月3日、目標の天皇賞（春）に臨む。シルクジャスティスとの再戦となった。阪神大賞典では、斤量に1キログラムの差があり、恵まれたメジロブライトがハナ差制する形となったが、今回は同斤での対決だった。傍流で少数の内国産のステイヤーだけが出走可能な舞台だったが、クラシックタイトルホルダーのサニーブライアンや、マチカネフクキタルなどが離脱したり、前世代が一斉に引退したりして一線級が手薄な時期にあった。そのため、新興勢力のメジロブライトとシルクジャスティスは「二強」ともてはやされて人気が集中する。2頭の組み合わせの馬番連勝式は2.0倍となっていた。単勝式では、阪神大賞典で敗れたシルクジャスティスが2.0倍の1番人気、勝ったメジロブライトが2.3倍の2番人気となる。3番人気を13.5倍にまで引き離していた。
4枠5番から発走したメジロブライトは出遅れたものの、すぐに盛り返して中団6番手となった。シルクジャスティスは、スムーズな発走から4番手におり、メジロブライトは対抗馬の背後を確保する。先頭が前半の1000メートルを63.4秒で通過するスローペースを追走した。メジロブライトは、2周目の向こう正面にてシルクジャスティスの背後から外側、傍らにまで進出。第3コーナーからはシルクジャスティスよりも先に仕掛けてかわした。直線では大外からスパートを開始。内からシルクジャスティスが抵抗してきたが、ほどなく下し、後は独走となった。遅れて追い込んで来た10番人気ステイゴールド、5番人気ローゼンカバリーを寄せ付けないまま、先頭で決勝戦を通過する。ステイゴールドに2馬身差をつけて天皇賞を優勝、GI初勝利を挙げた。河内にとっては、1981年秋のカツラノハイセイコ以来となる天皇賞優勝だった。

#### 天皇賞（春）以後
それから7月12日、宝塚記念（GI）に臨む。天皇賞（春）の2着3着4着との再戦となる他、前年の年度代表馬エアグルーヴ、4連勝中のサイレンススズカとの対決となった。金鯱賞を大差で制したサイレンススズカが1番人気であり、メジロブライトはそれに次ぐ2番人気だった。メジロブライトは2枠2番を得ていたが、ゲートに収まった際に立ち上がってしまう。ゲートから出されて馬体検査を行い、体の異状は見られなかったが、外枠発走となってしまった。
5分遅延してスタートし、サイレンススズカが逃げる中、後方で追走した。第3コーナーに差し掛かってから追い上げを開始したが、最終コーナー手前にて、既に失速・後退していたホウエイコスモスを正面で受けてしまい、最後方まで押し込められてしまった。挽回不能な不利を被り、後方のまま入線。サイレンススズカに逃げ切りを許し、13頭中11着。秀一は、ゲートでアクシデントは「具合がよすぎて〔ママ〕、レース前に闘争心があふれ出てしまったのかな」と回顧している。敗退から5日後の17日からメジロ牧場で夏休みとなる。
秋は、10月11日の京都大賞典（GII）で始動する。相手には、常連のシルクジャスティスやステイゴールドに加え、菊花賞を目指す皐月賞優勝馬セイウンスカイがいた。スタートからセイウンスカイが大逃げを行う一方、メジロブライトは中団に構えた。セイウンスカイとの差を縮めながら最終コーナーを通過するも、直線では、反対にセイウンスカイの抵抗を受けて競り合いとなっていた。結局、最後までかわすことができず、セイウンスカイにクビ差逃げ切りを許す2着となる。続く11月1日の天皇賞（秋）（GI）にて、天皇賞春秋連覇を目指す。相手には6連勝中で大本命と目されるサイレンススズカがいた。陣営はそれを打ち負かすべく、先行策を敢行する。早めに捉えてかわそうと企み、サイレンススズカとの距離を縮めながら追走していた。
しかし、前を走るサイレンススズカが故障して失速する。追い越そうとするメジロブライトは、サイレンススズカの外にまで持ち込んでいた。ところがサイレンススズカはメジロブライトのいる外に逸走して来てしまっていた。よってメジロブライトは、サイレンススズカを避けながら、最終コーナーをより大きく膨らんで周ることを強制させられる。ただしメジロブライト以外の後続は、サイレンススズカが退避完了した後のコースの内側をスムーズに走ることができていた。直線では、不利の無かったオフサイドトラップ、ステイゴールド、サンライズフラッグが台頭。遠回りを強いられたメジロブライトは、それらに張り合うことができなかった。サイレンススズカを負かすための先行策が裏目に出て、5着に敗れる。
続いて12月27日の有馬記念（GI）に臨む。菊花賞を優勝し二冠を果たしたセイウンスカイ、エアグルーヴに次いで3番人気に支持されての出走だった。スタート後は、天皇賞（秋）のように先行策ではなく、後方待機策を取った。直線では、中団追走から抜け出した4歳馬グラスワンダーを外から追ったが、半馬身届かず2着となる。
この年のJRA賞では、全208票中178票を集めて最優秀父内国産馬を受賞している。その他、1票を集めて年度代表馬の5位タイ、17票を集めて最優秀5歳以上牡馬の3位となった。

### 6歳以降（1999年 - 2000年）
6歳となった1999年は、1月24日の日経新春杯（GII）で始動する。シルクジャスティスや、古馬となったばかりの菊花賞3着馬エモシオンとの対決となる中、トップハンデとなる斤量59.5キログラムが課されながら、2.1倍の1番人気で臨む。エモシオンとは4.5キログラムのハンデ差があった。スタートから中団に構え、スローペースを追走した。第3コーナーから最終コーナーにかけて外から早めに進出し、好位の3番手で直線に向く。直線では、内から追い込んだエモシオンに接近され、競り合いに発展した。その競り合いは決勝線まで続いたが、クビ差だけ守り、優勝を果たす。これまで46回の日経新春杯の歴史の中で、GI優勝馬が優勝したのは初めてのことだった。この翌日には、前年のJRA賞の表彰式が行われており、それに出席した田中によれば、隣の席の河内は「斤量を背負っているぶんだけキレが悪くなるので早めに仕掛けたんです」と述べていたという。

続いて3月21日の前哨戦の阪神大賞典に臨む。ここでは、日経新春杯と同日のアメリカジョッキークラブカップを3馬身差で優勝した前年のダービー馬スペシャルウィークとの対決に注目が集まる。ただしメジロブライトの斤量は、スペシャルウィークよりも1キログラム重かった。人気は2頭に集中する中、メジロブライトが1.7倍の1番人気、スペシャルウィークは2.1倍だった。スタートから後方に構え、先行するスペシャルウィークをマークしていた。第3コーナーからスペシャルウィークの仕掛け次第で追い上げ、直線で並び立った。競り合いを演じている間に、後方との差は広がり、一騎打ち状態となっていた。一騎打ちは長く続いたが、終いでスペシャルウィークに抜け出された。スペシャルウィークに4分の3馬身差、後方のスエヒロコマンダーに7馬身差の2着、阪神大賞典連覇は叶わなかった。
それから5月2日、天皇賞（春）に臨む。スペシャルウィークに加えて、セイウンスカイとの再戦だった。メジロブライトを含めたこの3頭は「三強」と称され人気が集中する。ただし、2倍台でスペシャルウィークとセイウンスカイが並び、4倍台がメジロブライトだった。スタートから後方に構え、同じく先行するスペシャルウィークを追う形、最終コーナーでは外から追い上げて並び立つ。直線では「阪神大賞典の続きを見るかのような叩き合い」（小塚泉）を演じたものの、再びスペシャルウィークをかわすことはできなかった。前回との差はわずかに縮まり、スペシャルウィークに半馬身差、セイウンスカイに2馬身半差の2着、天皇賞（春）連覇は叶わなかった。河内は直後「もうあれ以上は絞り出せないよ」と漏らしたという。その後は、夏の暑さに弱いことを考慮して、宝塚記念を回避し、メジロ牧場で休養、夏休みとなる。
函館競馬場を経由して9月2日に帰厩する。そして10月10日の京都大賞典で始動する。相手にはスペシャルウィークや菊花賞を目指す皐月賞優勝馬テイエムオペラオーがおり、メジロブライトを含めたこの3頭が3番人気までを占めていた。ただしスペシャルウィークは調子が戻ってこない中での参戦だった。メジロブライトは、後方追走から直線では内側から追い上げて、スペシャルウィークを下すことには成功する。しかし抜け出していた4番人気、ツルマルツヨシをかわすことができず、4分の3馬身差の2着に敗れる。3戦連続で、優勝馬に0.1秒差の2着となっていた。その後、天皇賞（秋）はスペシャルウィークの復活優勝を見届ける11着敗退。続くジャパンカップは、有馬記念に集中するために回避。その有馬記念では再びグラスワンダーに敵わず5着だった。
翌2000年、7歳となるが、有馬記念の後に左前浅屈腱炎を発症して戦線を離脱する。完治して秋、10月8日の京都大賞典で復帰するも8着。その後、屈腱炎の再発が判明し、競走馬を引退する。

## 種牡馬時代
競走馬引退後は、種牡馬となる。父父アンバーシャダイ、父メジロライアンとともに北海道静内町のアロースタッドに繋養され、三世代同時供用を果たした。初年度となる2001年は91頭の繁殖牝馬を集めた。井口民樹によれば「91頭と多かったのは、人気のメジロライアンの種付け料が高く、ライアンを付けられない生産者がブライトに回ったから」だとしている。2年目、3年目は、30頭、12頭と凋落した。4年目となる2003年秋には新冠町のビッグレッドファームに移動し、翌2004年は持ち直して、前年の倍以上の繁殖牝馬を集めていた。しかし5月16日、32頭目の種付けをした直後に心臓発作を発症し、10歳で急死する。
遺された産駒は4世代、血統登録されたのは86頭である。初年度産駒である騸馬のマキハタサイボーグ（母父:ノーザンアンサー）は、2007年のステイヤーズステークス（JpnII）を優勝し、産駒重賞初優勝並びに同一重賞親仔制覇を果たしている。ただし産駒の重賞優勝は、この1勝に留まった。アンバーシャダイ、メジロライアンは、二代連続で内国産種牡馬の筆頭格のポジションを得ていたが、三代目のメジロブライトは、それに加われず亡くなった。

## 競走成績
以下の内容は、netkeiba.com、JBISサーチ、『優駿』2003年5月号並びに2012年5月号の情報に基づく。
| 競走日 | 競走日 | 競走日 | 競馬場 | 競走名             | 格   | 距離 （馬場） | 頭 数 | 枠 番 | 馬 番 | オッズ （人気） | 着順 | タイム （上り3F） | 着差 | 騎手      | 斤量 [kg] | 1着馬 （2着馬）        | 馬体重 [kg] |
| ------ | ------ | ------ | ------ | ------------------ | ---- | ------------- | ----- | ----- | ----- | --------------- | ---- | ----------------- | ---- | --------- | --------- | ---------------------- | ----------- |
| 1996.  | 08.    | 31     | 函館   | 3歳新馬            |      | 芝1800m（良） | 6     | 3     | 3     | 058.9（6人）    | 01着 | 02:01.6 (35.3)    | -0.1 | 0千田輝彦 | 53        | （パームシャドウ）     | 446         |
|        | 09.    | 22     | 函館   | すずらん賞         | OP   | 芝1800m（良） | 8     | 1     | 1     | 003.9（2人）    | 02着 | 01:51.5 (35.0)    | -0.2 | 0横山賀一 | 53        | スプリングダイアナ     | 446         |
|        | 10.    | 19     | 京都   | デイリー杯3歳S     | GII  | 芝1400m（良） | 16    | 5     | 10    | 028.5（7人）    | 02着 | 01:22.1 (34.7)    | -0.8 | 0松永幹夫 | 53        | シーキングザパール     | 452         |
|        | 12.    | 21     | 阪神   | ラジオたんぱ杯3歳S | GIII | 芝2000m（良） | 15    | 4     | 7     | 003.9（2人）    | 01着 | 02:03.1 (37.1)    | -0.3 | 0松永幹夫 | 54        | （ブレーブテンダー）   | 462         |
| 1997.  | 02.    | 09     | 東京   | 共同通信杯4歳S     | GIII | 芝1800m（良） | 13    | 8     | 13    | 001.6（1人）    | 01着 | 01:47.5 (34.8)    | -0.1 | 0松永幹夫 | 56        | （セイリューオー）     | 460         |
|        | 03.    | 16     | 中山   | スプリングS        | GII  | 芝1800m（稍） | 13    | 4     | 5     | 001.4（1人）    | 02着 | 01:52.3 (36.6)    | -0.1 | 0松永幹夫 | 56        | ビッグサンデー         | 450         |
|        | 04.    | 13     | 中山   | 皐月賞             | GI   | 芝2000m（良） | 18    | 4     | 8     | 002.9（1人）    | 04着 | 02:02.2 (35.4)    | -0.2 | 0松永幹夫 | 57        | サニーブライアン       | 458         |
|        | 06.    | 01     | 東京   | 東京優駿           | GI   | 芝2400m（良） | 18    | 7     | 15    | 002.4（1人）    | 03着 | 02.26.9 (34.5)    | -0.3 | 0松永幹夫 | 57        | サニーブライアン       | 454         |
|        | 10.    | 12     | 京都   | 京都新聞杯         | GII  | 芝2200m（良） | 12    | 5     | 6     | 003.4（2人）    | 03着 | 02:13.3 (34.1)    | -0.2 | 0松永幹夫 | 57        | マチカネフクキタル     | 456         |
|        | 11.    | 02     | 京都   | 菊花賞             | GI   | 芝3000m（良） | 18    | 7     | 14    | 003.8（2人）    | 03着 | 03:07.9 (34.1)    | -0.2 | 0松永幹夫 | 57        | マチカネフクキタル     | 464         |
|        | 11.    | 29     | 中山   | ステイヤーズS      | GII  | 芝3600m（重） | 13    | 8     | 12    | 001.6（1人）    | 01着 | 03:48.7 (35.6)    | -1.8 | 0河内洋   | 55        | （アドマイヤラピス）   | 460         |
| 1998.  | 01.    | 25     | 中山   | アメリカJCC        | GII  | 芝2200m（良） | 11    | 3     | 3     | 001.8（1人）    | 01着 | 02:15.3 (34.5)    | -0.4 | 0河内洋   | 57        | （マイネルブリッジ）   | 470         |
|        | 03.    | 22     | 阪神   | 阪神大賞典         | GII  | 芝3000m（良） | 10    | 3     | 3     | 001.4（1人）    | 01着 | 03:09.3 (33.8)    | -0.0 | 0河内洋   | 57        | （シルクジャスティス） | 466         |
|        | 05.    | 03     | 京都   | 天皇賞（春）       | GI   | 芝3200m（良） | 14    | 4     | 5     | 002.3（2人）    | 01着 | 03:23.6 (34.3)    | -0.3 | 0河内洋   | 58        | （ステイゴールド）     | 460         |
|        | 07.    | 12     | 阪神   | 宝塚記念           | GI   | 芝2200m（良） | 13    | 2     | 2     | 003.2（2人）    | 11着 | 02:13.2 (35.9)    | -1.3 | 0河内洋   | 58        | サイレンススズカ       | 470         |
|        | 10.    | 15     | 京都   | 京都大賞典         | GII  | 芝2400m（良） | 7     | 3     | 3     | 002.3（1人）    | 02着 | 02:25.7 (34.5)    | -0.1 | 0河内洋   | 59        | セイウンスカイ         | 456         |
|        | 11.    | 01     | 東京   | 天皇賞（秋）       | GI   | 芝2000m（良） | 12    | 2     | 2     | 006.2（2人）    | 05着 | 02:00.1 (36.8)    | -0.8 | 0河内洋   | 58        | オフサイドトラップ     | 464         |
|        | 12.    | 27     | 中山   | 有馬記念           | GI   | 芝2500m（良） | 16    | 5     | 10    | 005.3（3人）    | 02着 | 02:32.2 (34.5)    | -0.1 | 0河内洋   | 57        | グラスワンダー         | 470         |
| 1999.  | 01.    | 24     | 京都   | 日経新春杯         | GII  | 芝2400m（良） | 12    | 8     | 11    | 002.1（1人）    | 01着 | 02:31.4 (34.6)    | -0.0 | 0河内洋   | 59.5      | （エモシオン）         | 474         |
|        | 03.    | 21     | 阪神   | 阪神大賞典         | GII  | 芝3000m（重） | 9     | 8     | 8     | 001.7（1人）    | 02着 | 03:13.5 (37.5)    | -0.1 | 0河内洋   | 59        | スペシャルウィーク     | 470         |
|        | 05.    | 02     | 京都   | 天皇賞（春）       | GI   | 芝3200m（良） | 12    | 7     | 10    | 004.1（3人）    | 02着 | 03:15.4 (34.0)    | -0.1 | 0河内洋   | 58        | スペシャルウィーク     | 466         |
|        | 10.    | 10     | 京都   | 京都大賞典         | GII  | 芝2400m（良） | 10    | 6     | 6     | 003.4（2人）    | 02着 | 02:24.4 (34.1)    | -0.1 | 0河内洋   | 59        | ツルマルツヨシ         | 460         |
|        | 10.    | 31     | 東京   | 天皇賞（秋）       | GI   | 芝2000m（良） | 17    | 2     | 4     | 006.8（3人）    | 11着 | 01:59.1 (35.3)    | -1.1 | 0河内洋   | 58        | スペシャルウィーク     | 462         |
|        | 12.    | 26     | 中山   | 有馬記念           | GI   | 芝2500m（良） | 14    | 7     | 13    | 006.5（3人）    | 05着 | 02:37.5 (34.8)    | -0.3 | 0河内洋   | 56        | グラスワンダー         | 470         |
| 2000.  | 10.    | 08     | 京都   | 京都大賞典         | GII  | 芝2400m（良） | 12    | 5     | 6     | 022.2（5人）    | 08着 | 02:27.0 (33.9)    | -1.0 | 0石橋守   | 59        | テイエムオペラオー     | 464         |

## 種牡馬成績

### 年度別成績
以下の内容は、JBISサーチの情報に基づく。
| 種付年度 | 種付頭数 | 生産頭数 | 血統登録頭数 | 出走頭数 | 勝馬頭数 | 重賞勝馬頭数 | AEI  | CPI  | 重賞優勝産駒       |
| -------- | -------- | -------- | ------------ | -------- | -------- | ------------ | ---- | ---- | ------------------ |
| 2001     | 91       | 56       | 53           | 45       | 22       | 1            | 0.65 |      | マキハタサイボーグ |
| 2002     | 30       | 21       | 18           | 15       | 7        | －           | 0.29 |      |                    |
| 2003     | 12       | 5        | 5            | 3        | 2        | －           | 0.11 |      |                    |
| 2004     | 32       | 10       | 10           | 9        | 7        | 0            | 1.12 |      |                    |
| 合計     | 合計     | 合計     | 86           | 72       | 38       | 1            | 0.60 | 1.02 |                    |

- 出走頭数、勝馬頭数、重賞勝馬頭数、アーニングインデックス、コンパラブルインデックスは、平地競走に限る。

### 主な産駒
- 2002年産
  - マキハタサイボーグ（ステイヤーズステークス）[98]

## エピソード

### 親子

#### 父仔
サンデーサイレンス、ブライアンズタイム、トニービンなど外国から輸入された種牡馬の仔、または外国産馬が盛んに活躍する時期にあって、父メジロライアンの「マル父」父内国産馬メジロブライトの存在は異質であった。「マル父」には、父の面影を重ねて応援する楽しみ方があり、他とは異なる種類の期待が集まっていた。特に父メジロライアンは、皐月賞3着、東京優駿2着、菊花賞3着、有馬記念2着という4歳シーズンを送っており、善戦しながら惜敗してクラシックは無冠。古馬となってから宝塚記念でようやくGIタイトルを奪取するといった戦歴だった。ただし秀一によれば、種牡馬としてのメジロライアンに注目され始めたのは、産駒のメジロドーベルが阪神3歳牝馬ステークスを勝利した、メジロブライト3歳末のことだという。したがってメジロブライトのデビュー時は、あまり話題にもならず、期待もしていなかった。
そしてクラシック戦線に加わったメジロブライトには、父の叶わなかったクラシックタイトル獲得という期待が集まっていた。ところが臨んだ皐月賞4着、東京優駿3着、菊花賞3着。父同様にクラシックは無冠に終わる。惜敗を繰り返したことから、父によく似ているとされた。加えて『優駿』によれば「負け続けてなお人を惹きつけるという不思議な魅力を、これまた息子が引き継いでいる」としている。
メジロ牧場は、天皇賞優勝を強く志向していたが、父メジロライアンは天皇賞（春）にて同門のメジロマックイーンに敵わず4着。メジロライアン自身が牧場の理想に適うことができなかった。しかし仔のメジロブライトが、その天皇賞（春）優勝を果たしている。メジロ勢にとってはこれが1969年秋のメジロタイヨウ、1970年秋のメジロアサマ、1971年春のメジロムサシ、1982年秋のメジロティターン、1991年春92年春のメジロマックイーンに次いで、史上6頭目、7勝目の天皇賞優勝だった。
天皇賞（春）優勝後の宝塚記念では、メジロドーベルとのメジロライアン産駒同士、同門同士の対決が実現したが、いずれもサンデーサイレンス産駒サイレンススズカには敵わず、父仔宝塚記念優勝は成らなかった。その後もGIに参戦し続けたが、主にサンデーサイレンス産駒のスペシャルウィーク、シェリフズスター産駒のセイウンスカイといった輸入された種牡馬の仔、またはグラスワンダーといった外国産馬には敵わず終いだった。
天皇賞（春）を優勝した年のJRA賞では、メジロブライトは最優秀父内国産馬を受賞している。この前年に牝馬二冠を果たしているメジロドーベルが受賞しており、メジロ勢、メジロライアン産駒が2年連続で受賞を果たしていた。

#### 父子
浅見国一は、1966年の優駿牝馬をヤマピットで、1980年の優駿牝馬をケイキロクで、1995年の阪神3歳牝馬ステークスをヤマニンパラダイスで制していたが、牡馬のタイトル獲得には至らず、定年目前を迎えていた。そんな中、メジロブライトが出現。これまで縁のなかったクラシックの有力牡馬だったが、自ら定年した後に行われるクラシックの有力馬となってしまっていた。松永幹夫によれば国一は「だからと言って無理はさせない、最高の状態で次の人に渡すんだ」と述べていたという。メジロブライトは、国一の希望で出走した共同通信杯で花道を飾り、国一の息子である浅見秀一厩舎に転厩していた。ただし国一は引退しても、秀一厩舎に入り浸り、メジロブライトへの関与を継続する。それでも秀一の施す調教には口出ししなかったという。
菊花賞で敗退し、クラシック制覇の夢が潰えた後の進路は、国一の独断でステイヤーズステークスに決定していたという。後になって次走がステイヤーズステークスと知った秀一は、長距離戦においてメジロマックイーンに敵わなかった父メジロライアンのイメージがあり、国一の決断を疑問に思ったと明かしている。しかしステイヤーズステークスから重賞4連勝で、天皇賞（春）戴冠まで上り詰めていた。天皇賞（春）優勝直後には、国一秀一父子は「無言で固い握手」をしたという。

## 血統表
| メジロブライトの血統（ノーザンテースト系 / Northern Dancer4×4=12.5%） | メジロブライトの血統（ノーザンテースト系 / Northern Dancer4×4=12.5%） | メジロブライトの血統（ノーザンテースト系 / Northern Dancer4×4=12.5%） | （血統表の出典）      | （血統表の出典）  |
| 父系                                                                  | ノーザンテースト系                                                    | ノーザンテースト系                                                    | ノーザンテースト系    | [ § 2 ]           |
| 父 メジロライアン 1987 鹿毛                                           | 父の父アンバーシャダイ 1977 鹿毛                                      | *ノーザンテースト                                                     | Northern Dancer       | Northern Dancer   |
| 父 メジロライアン 1987 鹿毛                                           | 父の父アンバーシャダイ 1977 鹿毛                                      | *ノーザンテースト                                                     | Lady Victoria         |                   |
| 父 メジロライアン 1987 鹿毛                                           | 父の父アンバーシャダイ 1977 鹿毛                                      | *クリアアンバー Clear Amber                                           | Ambiopoise            | Ambiopoise        |
| 父 メジロライアン 1987 鹿毛                                           | 父の父アンバーシャダイ 1977 鹿毛                                      | *クリアアンバー Clear Amber                                           | One Clear Call        |                   |
| 父 メジロライアン 1987 鹿毛                                           | 父の母メジロチェイサー 1977 鹿毛                                      | メジロサンマン                                                        | Charlottesville       | Charlottesville   |
| 父 メジロライアン 1987 鹿毛                                           | 父の母メジロチェイサー 1977 鹿毛                                      | メジロサンマン                                                        | *パラディシア         |                   |
| 父 メジロライアン 1987 鹿毛                                           | 父の母メジロチェイサー 1977 鹿毛                                      | *シェリル                                                             | *スノッブ             | *スノッブ         |
| 父 メジロライアン 1987 鹿毛                                           | 父の母メジロチェイサー 1977 鹿毛                                      | *シェリル                                                             | Chanel                |                   |
| 母 レールデユタン 1982 鹿毛                                           | 母の父マルゼンスキー 1974 鹿毛                                        | ニジンスキー                                                          | Northern Dancer       | Northern Dancer   |
| 母 レールデユタン 1982 鹿毛                                           | 母の父マルゼンスキー 1974 鹿毛                                        | ニジンスキー                                                          | Flaming Page          |                   |
| 母 レールデユタン 1982 鹿毛                                           | 母の父マルゼンスキー 1974 鹿毛                                        | *シル                                                                 | Buckpasser            | Buckpasser        |
| 母 レールデユタン 1982 鹿毛                                           | 母の父マルゼンスキー 1974 鹿毛                                        | *シル                                                                 | Quill                 |                   |
| 母 レールデユタン 1982 鹿毛                                           | 母の母ケイツナミ 1974 鹿毛                                            | *ラディガ                                                             | Graustark             | Graustark         |
| 母 レールデユタン 1982 鹿毛                                           | 母の母ケイツナミ 1974 鹿毛                                            | *ラディガ                                                             | Celia                 |                   |
| 母 レールデユタン 1982 鹿毛                                           | 母の母ケイツナミ 1974 鹿毛                                            | ハイビスカス                                                          | *アドミラルバード     | *アドミラルバード |
| 母 レールデユタン 1982 鹿毛                                           | 母の母ケイツナミ 1974 鹿毛                                            | ハイビスカス                                                          | キクジュヒメ F-No.4-r |                   |
| 母系(F-No.)                                                           | 4号族(FN:4-r)                                                         | 4号族(FN:4-r)                                                         | 4号族(FN:4-r)         | [ § 3 ]           |
| 5代内の近親交配                                                       | Northern Dancer4×4                                                    | Northern Dancer4×4                                                    | Northern Dancer4×4    | [ § 4 ]           |
| 出典                                                                  | 1. 2. 3. 4.                                                           | 1. 2. 3. 4.                                                           | 1. 2. 3. 4.           | 1. 2. 3. 4.       |